# Martial Caumont

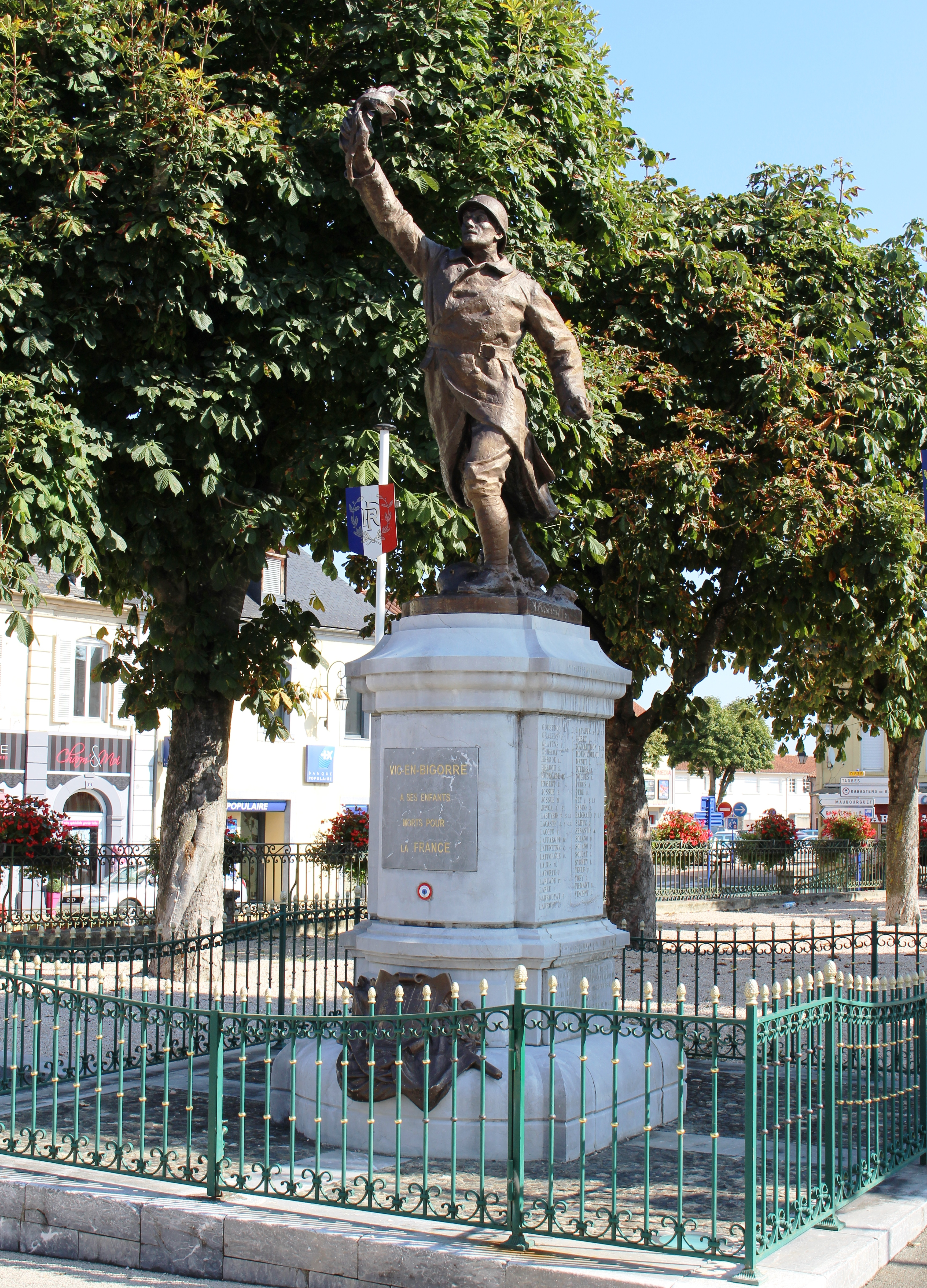
Monument aux morts de Vic-en-Bigorre par Martial Caumont

Martial Denis Joseph Caumont, né à Tarbes le 31 octobre 1877 et mort le 13 avril 1962, est un sculpteur français.

## Biographie
Élève d'Alexandre Falguière et d'Antonin Mercié, il expose au Salon des artistes français et y obtient une mention honorable en 1908.
Directeur de l'école d'art de Tarbes à partir de 1946, son œuvre la plus connue, sculptée en 1944, est La fontaine à l'enfant nu qui était située place de Verdun à Tarbes, a disparu lors du nouvel aménagement de cette place en 1992 et a été retrouvée en 2014 au Carmel dans les réserves du service culture de la mairie, sans la fontaine. En septembre 2014, la statue, alors restaurée, est réinstallée dans le jardin Massey.
On lui doit par ailleurs des monuments aux morts ainsi que le monument hommage à Maurice Trélut à Tarbes.  
On lui doit la statue de la naïade en marbre fontaine monumentale de Guchen datée de 1935.
Une rue de Tarbes porte son nom.
Il repose au cimetière de la Sède de Tarbes.

## Galerie d'images

Sélection de vues des monuments aux morts.
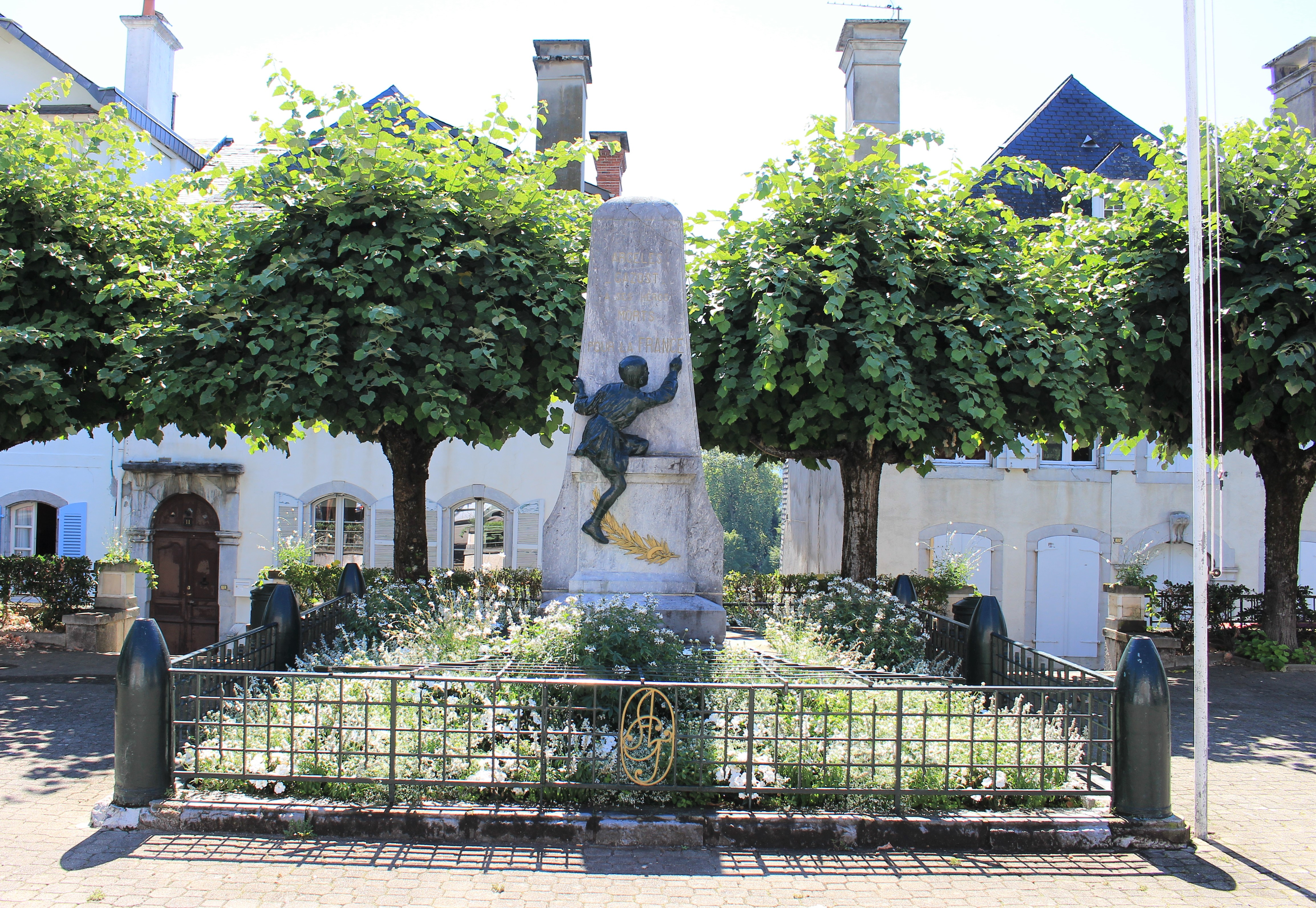
Argelès-Gazost.
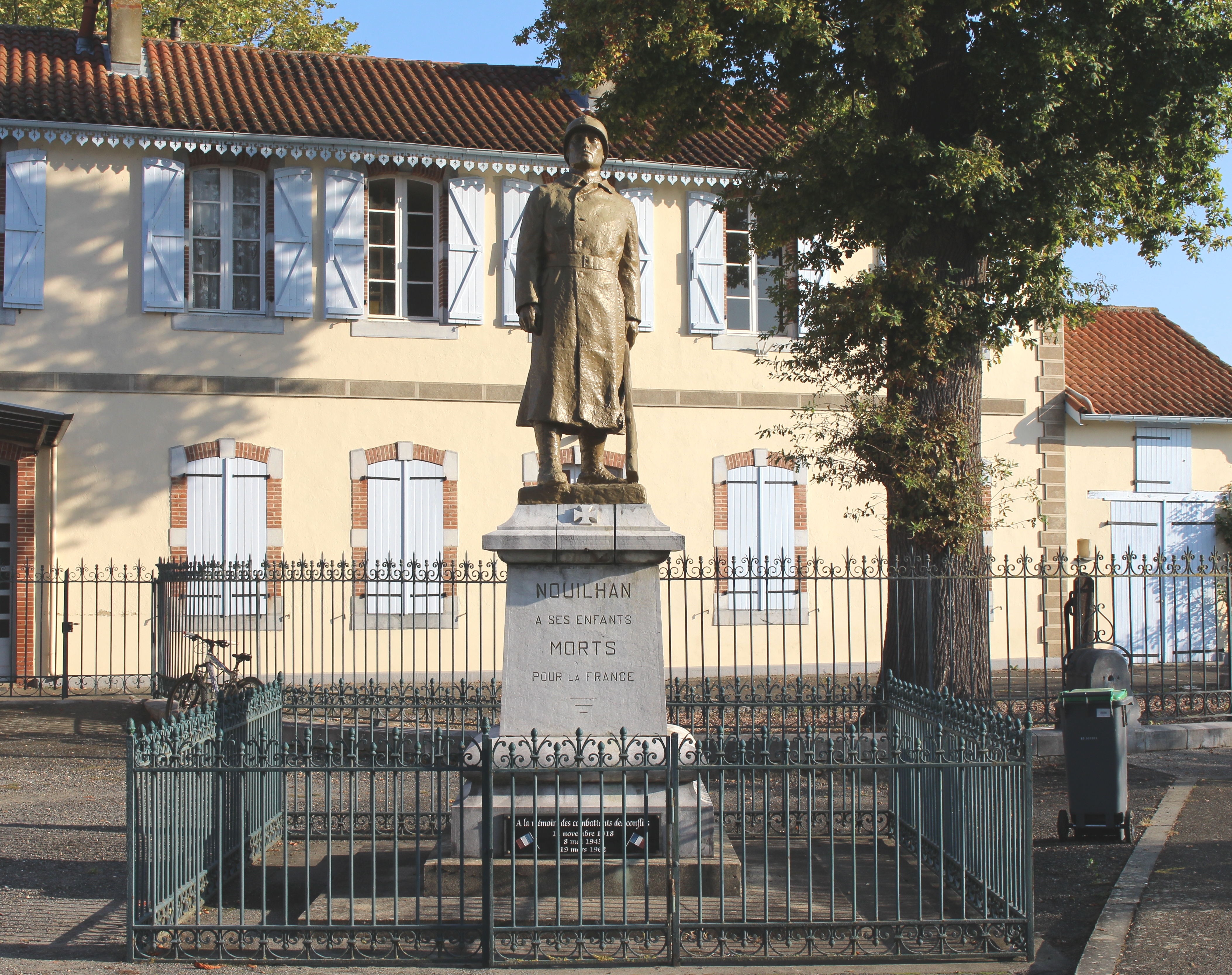
Nouilhan.
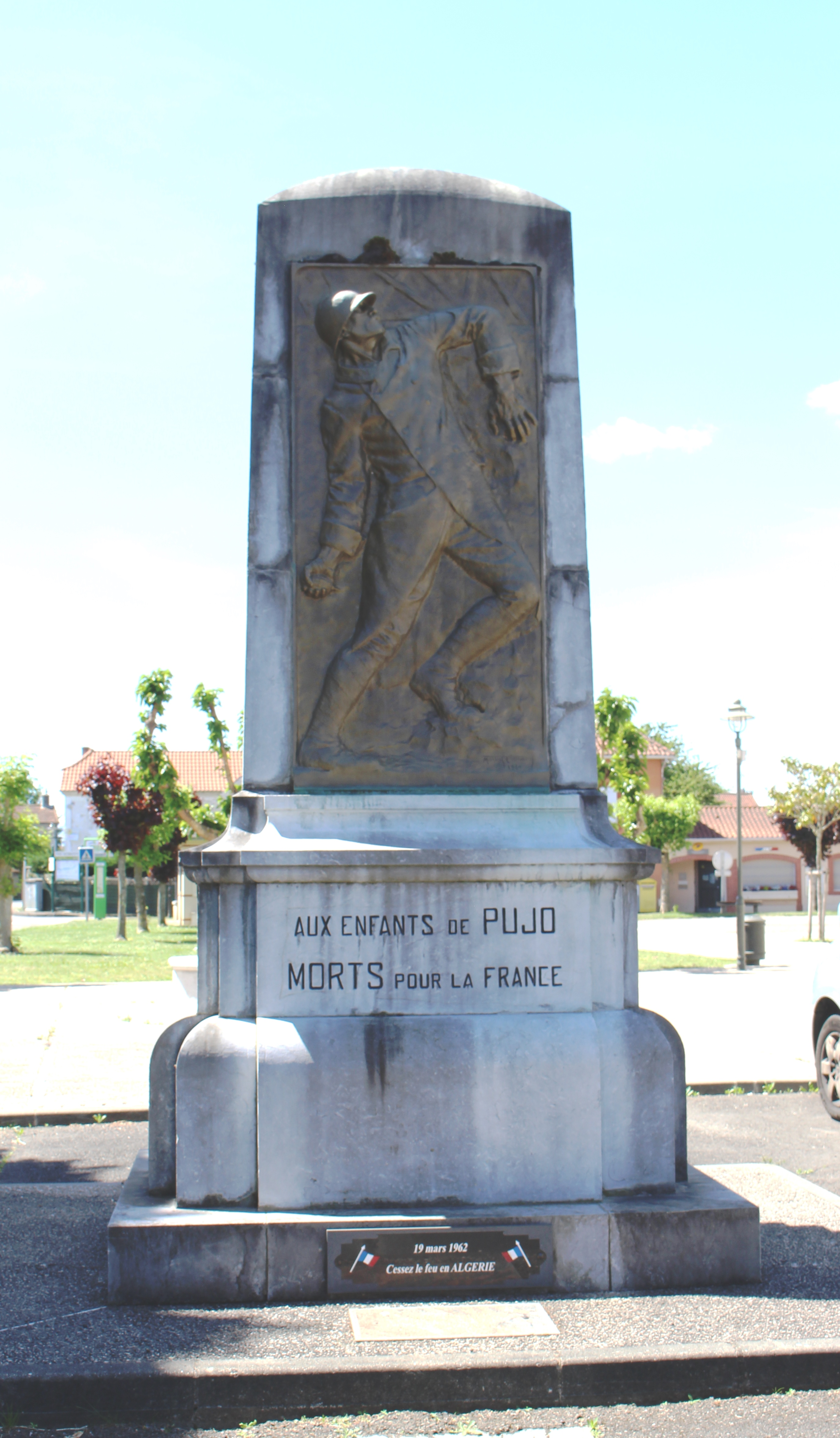
Pujo.
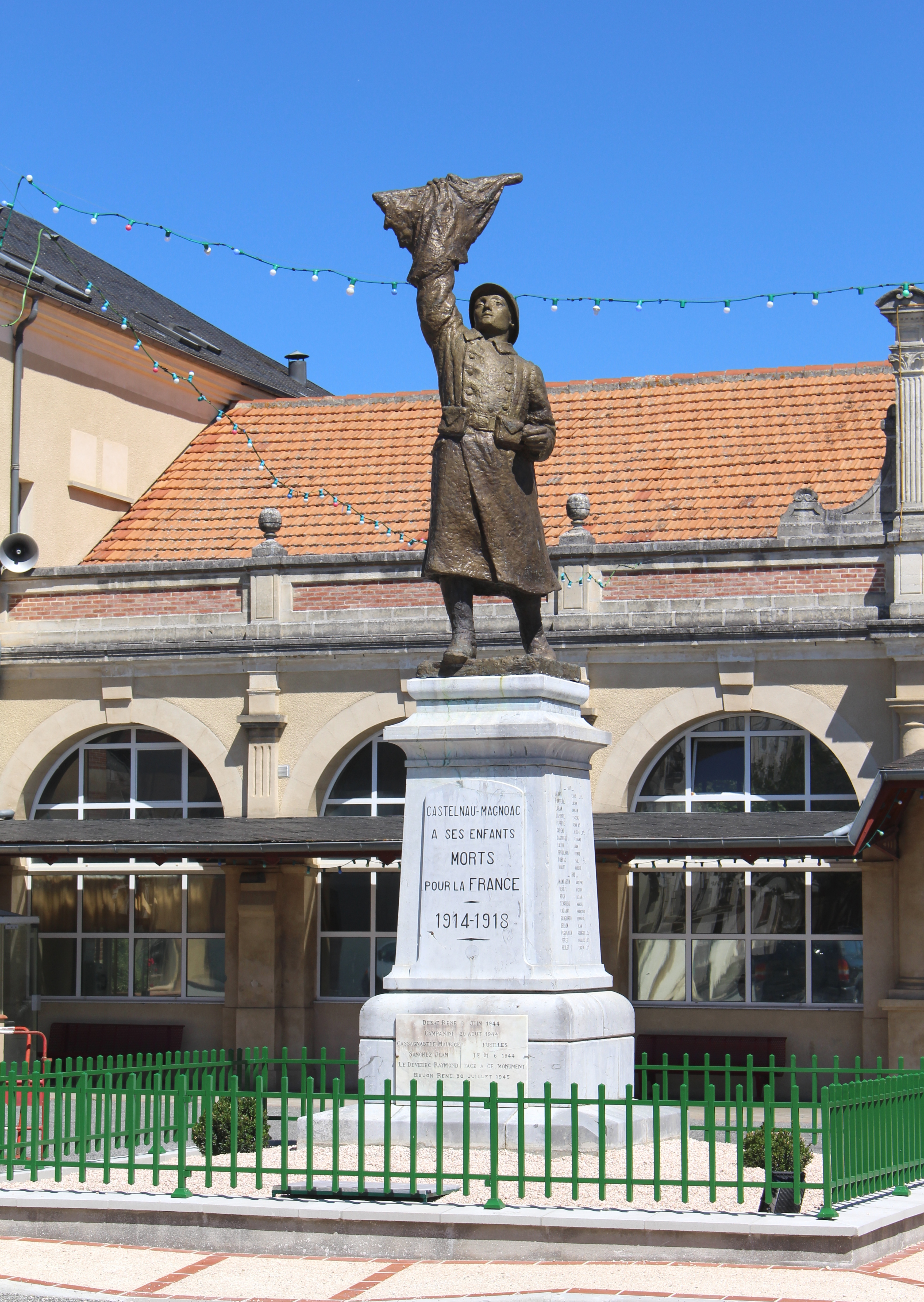
Castelnau-Magnoac.
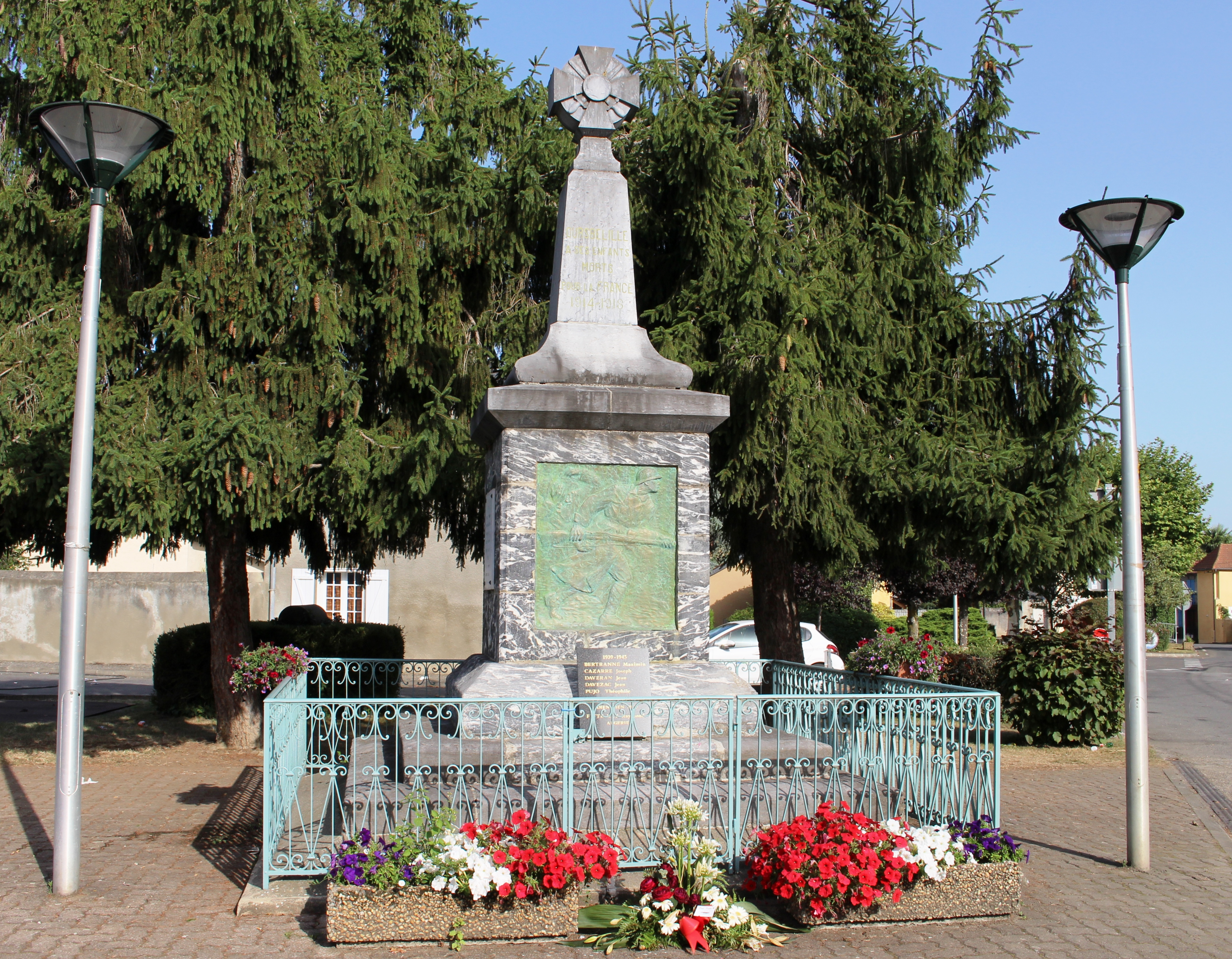
Oursbelille.